# Южносуданский арабский пиджин
Южносуда́нский арабский пи́джин (пиджин-ара́бик, джубский пиджин; араб. عربية جوبا‎, لهجة جوبا‎) — пиджин, возникший на базе суданского диалекта арабского языка, лингва франка Южного Судана. Распространён в Западной, Центральной и Восточной Экваториальных провинциях Южного Судана.
Из-за стремительно меняющейся демографической ситуации в регионе, сложно точно определить точное количество носителей южносуданского пиджина. По данным на 1987 год, насчитывалось 20 тыс. носителей этого языка, а количество владевших им как вторым языком в 2013 году составляло 800 тыс. человек. Южносуданский пиджин сильно разнится в зависимости от местности и людей, которые им владеют, и стремительно меняется.
В начале XX века арабский язык был языком торговцев на юге Судана, а «пиджин-арабик» получил распространение среди местных нилотских племён динка и шиллук. Многие жители южного Судана признают южносуданский пиджин разговорным языком юга страны. Пиджин-арабик стал языком межэтнического общения среди необразованных слоёв населения вне зависимости от их этнической принадлежности.